# Vientiane–Boten Expressway

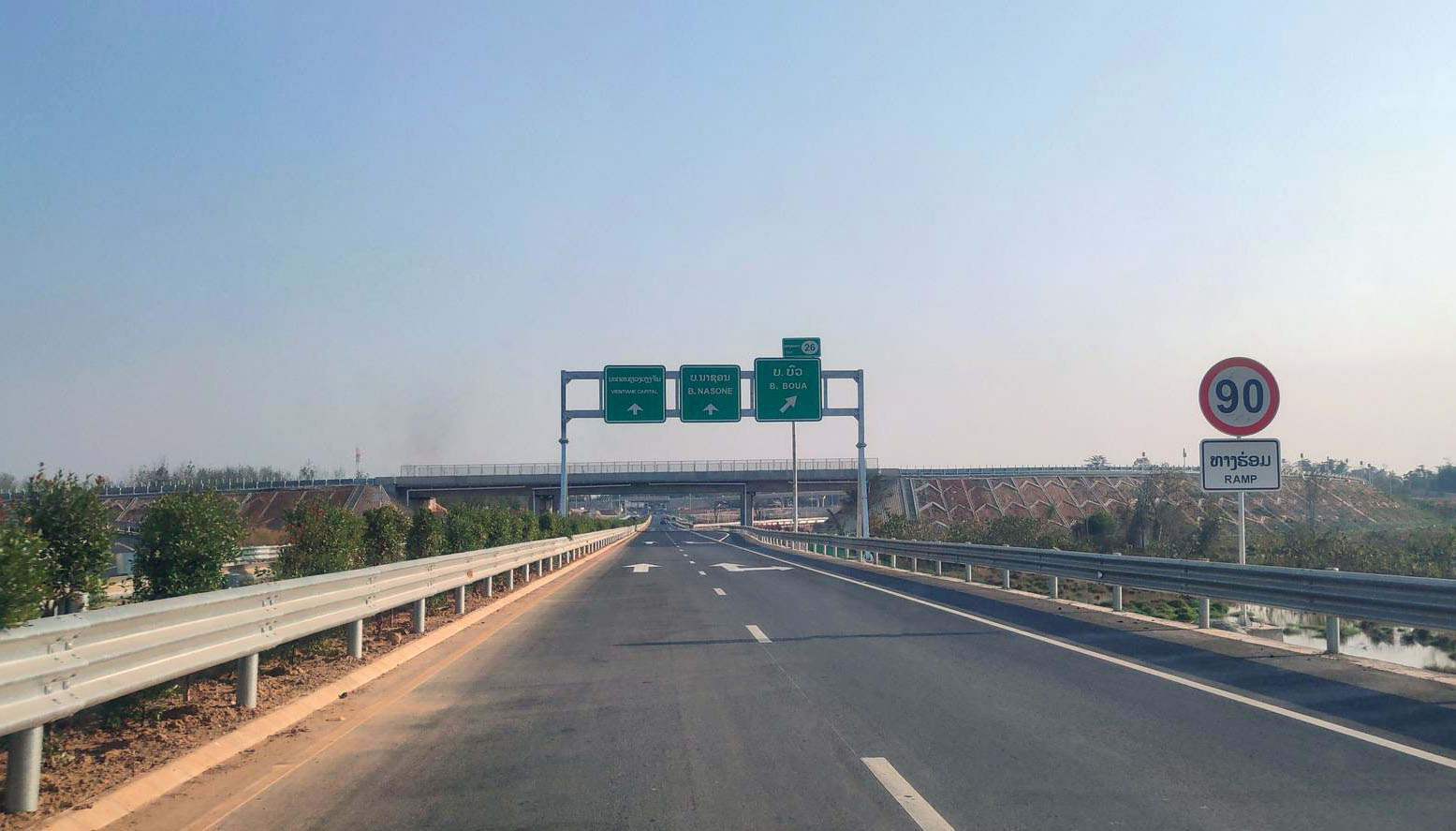

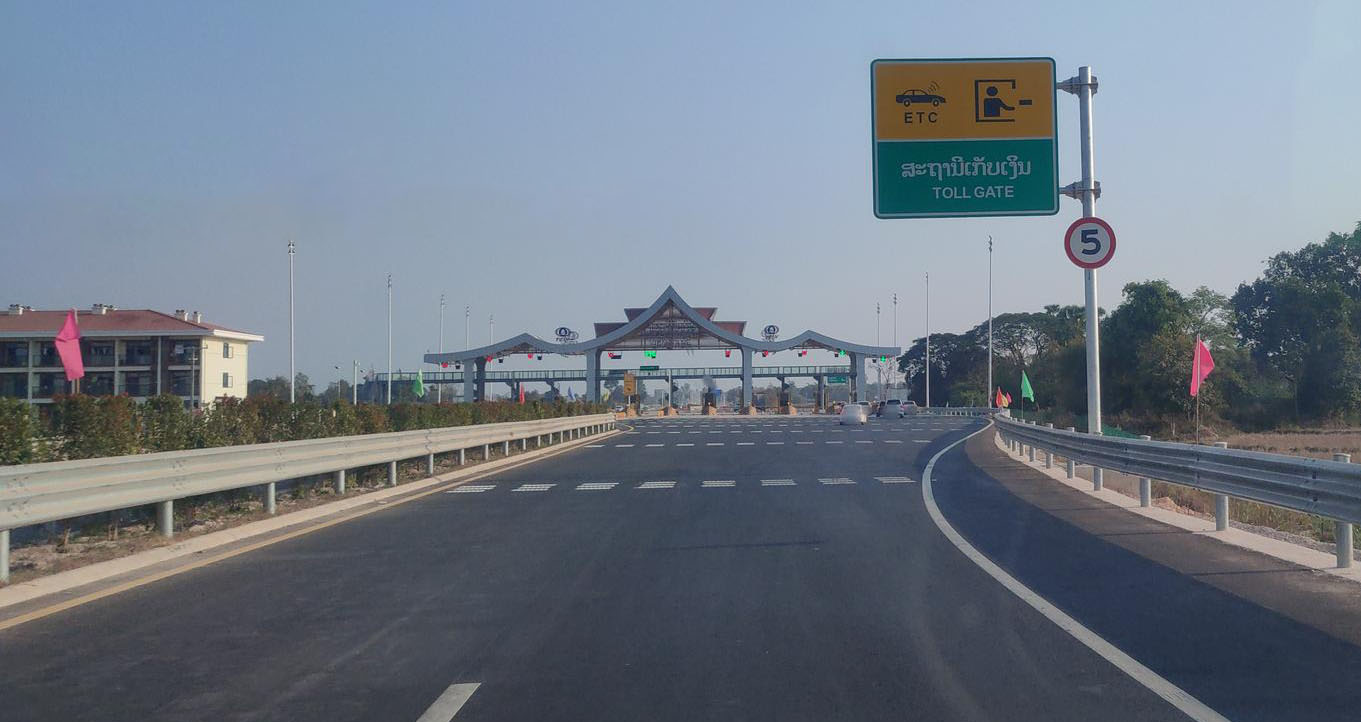

De Vientiane–Boten Expressway of Lao-China Expressway (Laotiaans: ທາງດ່ວນ ລາວ-ຈີນ) is een autosnelweg in Laos. Het eerste deel van de snelweg is 113,5 kilometer lang en verbindt Vientiane met Vang Vieng. De snelweg werd geopend in december 2020. De snelweg wordt verder aangelegd tot Boten aan de grens met China, waar hij aansluit op de G8511.